# Ancistrochelifer orientalis
Ancistrochelifer orientalis är en spindeldjursart som först beskrevs av Beier 1967.  Ancistrochelifer orientalis ingår i släktet Ancistrochelifer och familjen tvåögonklokrypare. Inga underarter finns listade i Catalogue of Life.